# Der schwarze Pierrot (1916)
Der schwarze Pierrot ist ein deutsches Stummfilm-Melodram aus dem Jahre 1916 von Emmerich Hanus mit Lotte Neumann in der Titelrolle. Die Romanvorlage verfasste Olga Wohlbrück.

## Handlung
Helene von Dorp ist eine talentierte Malerin. Eines Tages muss sie ihre Studien unterbrechen, da sie eine Nachricht erreicht, wonach ihr Vater, ein Rittergutsbesitzer, schwer erkrankt ist. Damit gerät die gesamte Familie in finanzielle Schieflage, sodass sich Helene genötigt sieht, ihre Malstudien zu unterbrechen, um mit profaner Arbeit Geld hinzuzuverdienen. Sanitätsrat Olsen, ein Freund ihres Vaters, verschafft Helene daraufhin die Stelle einer Leiterin der Bilder- und Skulpturabteilung der Kunsthandlung eines Herrn Straaten. Helene erledigt ihre Aufgaben gewissenhaft und wird eines Tages aus Dank von den Straatens nach Hause eingeladen. Dort lernt Helene den Sohn des Hauses, Max Straaten, kennen sowie den Maler Jensen, der sogleich ein Auge auf Helene wirft. Die allgemein gute Stimmung führt dazu, dass Helene die Ausrichtung eines Chrysanthemenfests vorschlägt, zu dem Jensen den Entwurf von Helenes Kleid beisteuern möchte. Das Fest wird dank Helenes Entwürfen ein voller Erfolg, und auch die junge Frau beginnt, die Gefühle, die ihr Jensen entgegenbringt, zu erwidern. 
Bei einem stürmischen Kuss zwischen den beiden zerreißt eine Perlenkette, die Helene trug und von Frau Straaten lediglich geliehen war. Den Verlust bemerkt Helene zu spät, sodass sie einige Zeit später erst zum Ballsaal zurückkehrt, um das auf den Boden gefallene Schmuckstück zu suchen. Ihre Suche ist vergebens, denn bei den Aufräumarbeiten im Festsaal hatte ein Dekorateur die Halskette gefunden und an sich genommen. Am nächsten Morgen muss Helene Frau Straaten den Verlust zähneknirschend beichten. Man hat an Helenes Version Zweifel, sodass Straaten die Kriminalpolizei informiert. Helene gerät in Verdacht, eine Diebin zu sein und wird verhaftet. Da man ihr jedoch nichts nachweisen kann, wird sie bald wieder auf freien Fuß gesetzt. Helene will nicht eher zu den Straatens zurückkehren, bis sie den durch ihre Nachlässigkeit entstandenen Schaden beglichen hat. Sie beginnt nun noch intensiver zu arbeiten, um den Gegenwert der Perlenkette zu verdienen und das Geld Frau Straaten zurückgeben zu können. Ein Varietébetreiber, der Helenes Talent als Malerin und Zeichnerin bereits bewundern durfte, macht Helene das Angebot, in seinem Etablissement als Karikaturenschnellzeichnerin aufzutreten und sich dort Geld hinzuzuverdienen. Da sie diese Tätigkeit doch ein wenig unter ihrem Niveau ansieht, willigt Helene unter der Bedingung ein, dass sie diese Arbeit in der Verkleidung eines Clowns, des „schwarzen Pierrots“, erledigen darf. 
Mithilfe ihres Freundes Jensen, der sich ein wenig mitschuldig an Helenes Dilemma fühlt, kann Helene schließlich den durch den Verlust der Perlenkette entstandenen Schaden begleichen. In der Zwischenzeit hat sich der langfingrige Dekorateur getraut, die gestohlene Perlenkette einem Juwelier anzubieten. Der Mann erkennt jedoch an der Gravur, dass der Einlieferer nicht der Besitzer der Kette sein kann und informiert die Polizei. Der Juwelier begibt sich sogleich zu den Straatens, um das Schmuckstück zurückzugeben, eröffnet jedoch dem erstaunten Ehepaar auch, dass der Schmuck nicht echt sei. Es stellt sich heraus, dass Max Straaten die echte Kette gegen dieses Imitat ausgetauscht hatte, um eigene Schulden, die der Vater nicht mehr länger begleichen wollte, zurückzuzahlen. Frau Straaten verdonnert ihren Sohn dazu, sich gegenüber der als Diebin verdächtigten Helene zu entschuldigen. Helene nimmt nur widerwillig diese Entschuldigung an und auch erst dann, als sie die Verzweiflung in Frau Straatens Gesicht erkennt. Anschließend kehrt die Künstlerin heim auf das Gut des Vaters, um ihm endlich ihren zukünftigen Bräutigam vorstellen zu können.

## Produktionsnotizen
Der schwarze Pierrot entstand wohl im Frühherbst 1916, passierte im November desselben Jahres die Filmzensur und wurde gegen Ende des Jahres uraufgeführt. Eine österreichische Premiere ist für den 29. Dezember 1916 nachweisbar. Der Vierakter, ursprünglich etwa 1670 Meter lang, besaß nach seiner Neuzensurierung 1921 eine Länge von 1525 Meter.
Der Film entstand unter der Mitwirkung des Berliner Hofopernballetts.

## Kritik
Die Kinematographische Rundschau urteilte: „Lotte Neumann zeigt sich auch in diesem in Regie und technischer Durchführung allererstklassigen Bilde wieder als eine ebenso reizende wie als eine talentvolle Filmdarstellerin. Ihr abgerundetes harmonisches Spiel geht wirklich zu Herzen, ergreift und entzückt.“
Die Neue Freie Presse lobte Lotte Neumann und befand, der Film „wirkt mächtig auf den Beschauer und zeigt uns diese Künstlerin in ihrem ganzen bedeutenden Talent“.